# Солоді
Со́лоді — гідроморфні або напівгідроморфні ґрунти з різко диференційованим елювіально-ілювіальним профілем. Широко, але завжди плямами, поширені на низинних рівнинах Євразії, Південної Африки, Австралії, Північної та Південної Америки в умовах субгумідного або субаридного клімату суббореального і субтропічного поясів.
Розвиваються виключно в мезо- та мікропониженнях рельєфу (наприклад, подах півдня України), в умовах періодичного поверхневого перезволоження під гідрофільними рослинними спільнотами в зонах лісостепу, степів і напівпустель: западинні осичняки (осикові кущі), березняки (березові колки), осокові верболози, різнотравно-злакові луки, заболочені луки.
У генезі солодей, які щорічно затоплюються з поверхні, велика роль належить елювіально-глейовому процесу — утворенню при зниженні відновно-оксидаційного потенціалу великої кількості високо рухливих агресивних речовин (кислот, поліфенолів та інш.), які руйнують ґрунтові мінерали, і винесенню продуктів руйнування вниз по профілю зі спадним потоком вологи. При низьких значеннях відновно-оксидаційного потенціалу відбувається відновлення Fe3+ і збільшення його рухливості. Це призводить до сегрегації чи частково виносу залізовмісних сполук, що зумовлює відбілювання елювіального горизонту.
Перше уявлення про генезис солодей було дано К. К. Гедройцем (1912) і Т. І. Поповим (1914). Вважається, що солоді є продуктом розсолення і вилуговування напівгідроморфних і гідроморфних солонців і солонцюватих ґрунтів, із заміщенням у їх верхніх горизонтах обмінного натрію на водень в умовах промивного або інтенсивного періодично промивного водного режиму, при якому відбувається пептизація колоїдів і гідролітичне розщеплення мінералів ґрунтового вбирного комплексу, зростає рухливість гумусу і тонких мінеральних фракцій. Полуторні оксиди виносяться, а залишковий кремнезем накопичується в осолоділому горизонті.

## Класифікація
Згідно Класифікації та діагностики ґрунтів СРСР 1977 р., тип солодей поділяється на 3 підтипи за ступенем гідроморфності:
- солоді лучно-степові (дерново-глеюваті), що розвиваються в невеликих пониженнях рельєфу і степових недренованих рівнинах з підвищеним поверхневим зволоженням, тимчасовою верховодкою в умовах періодично-промивного типу водного режиму і глибиною залягання ґрунтових вод 6-7 м. Характерний слабкий розвиток дернового процесу.
- солоді лучні (дерново-глейові), що розвиваються в крупних степових пониженнях, з глибиною залягання ґрунтових вод 1,5-3 м.
- солоді лучно-болотні, що розвиваються на заболочених луках в глибоких пониженнях з тривалим застоєм поверхневих вод, з глибиною залягання ґрунтових вод у вегетаційний період 1-1,5 м.

На рівні роду тип солодей поділяється на:
- звичайні
- безкарбонатні — карбонати відсутні у всьому профілі
- солончакові — містять не менше 0,3 % водорозчинних солей на глибині 30-80 см.

Поділ на види проводиться за:
- глибиною осолодіння (потужністю горизонтів Н + Е )
  - короткі (< 10 см)
  - середні (10-20 см)
  - глибокі (> 20 см)
- потужністю гумусового горизонту
  - дернинні ( < 5 см)